# Хайисардах
Хайисардах (рос. Хайысардах) — село Верхоянського улусу, Республіки Саха Росії. Входить до складу Ельгеського наслегу.
Населення — 343 особи (2002 рік).
Село розташоване за 58 кілометрів від адміністративного центру улусу — міста Верхоянська.